# 1-й Каховський провулок (Житомир)
1-й Каховський провулок — провулок в Богунському районі міста Житомира.

## Характеристики
Розташований на Мальованці. Бере початок з вулиці Героїв Пожежників. Прямує на південний захід. Завершується перехрестям із Західною вулицею. Протяжність — 250 м.

## Історія
Виник у 1950-х роках. До кінця 1960-х років забудова провулка сформувалася.